# Ëntala
La Ëntala (in russo Ёнтала?) o Entala è un fiume della Russia europea, affluente di destra del fiume Jug, nel bacino della Dvina settentrionale. Scorre nell'Oblast' di Vologda, nel Kičmengsko-Gorodeckij rajon.

## Descrizione
Il fiume ha origine sulle pendici degli Uvali settentrionali, vicino al confine con l'Oblast' di Kostroma. La direzione generale della corrente è settentrionale, nei tratti inferiori di nord-ovest, il fiume scorre lungo una pianura ondulata toccando vari villaggi. La larghezza nel corso inferiore è di circa 40 metri. Sfocia nello Jug a 176 km dalla foce, presso il villaggio di Oljatovo. Ha una lunghezza di 121 km, il suo bacino è di 1 450 km².